# 金禾实业
安徽金禾实业股份有限公司（英語：Anhuijinhe Industrial Co.,Ltd.；深交所：002597，简称：金禾实业），是中国深圳证券交易所的一家上市公司，主营业务为食品添加剂、大宗化学品、中间体及材料等产品的研发、生产和销售。
公司成立于2006年，系由安徽金瑞投资集团有限公司（原皖东金瑞化工有限责任公司）、安徽省定远县大江医疗用品有限责任公司、来安县长安混凝土外加剂有限公司共同发起设立。2011年7月，在深圳证券交易所挂牌上市。
2022年，公司实现营业收入72.50亿元，同比增长24.03%；实现净利润16.95亿元，同比增长44.04%。